# 沙田區政
沙田區政是香港民主派的組織，在2017年12月14日成立，2021年6月25日解散。成員均是民主派的沙田區議員，曾是沙田區議會第一大黨。

## 簡介
召集人丁仕元指組織內有部分區議員早前退出所屬政黨，成為獨立議員之後，發現約見政府官員處理地區問題十分困難，「啲官唔係好理佢哋」（那些官員不太理睬他們）。所以決定成立一個組織，「有啲聲勢，啲官唔敢唔理我哋」（有點聲勢，令官員不敢不理睬我們）。丁強調，組織並非政黨，為地區組織，他仍然是民主黨成員，現時並無計劃退黨。
2018年12月13日，59名民主黨成員宣布退出民主黨，包括沙田區議員兼沙田區政召集人丁仕元，以及沙田區議員吳錦雄、李永成。後兩者於2019年2月加入沙田區政，令沙田區政於沙田區議會增至13席，正式取代新民黨，成為該區第一大黨。
2019年區議會選舉前，同屬工黨成員的葉榮，因工黨支持民主黨劉青出選沙田帝怡選區而退出。選後屬社民連的民陣召集人岑子杰加入，令沙田區政於沙田區議員增至15席。
2021年6月25日，沙田區政在社交網站宣布即日起解散。

## 2019年區議會選舉
沙田區政於本次選舉共派出15名參選人參與沙田區選舉，除顯嘉選區及帝怡選區外，所有參選人均當選，當選率86.7%。分佈如下：
| 選區 (選區號碼) | 參選人 | 結果 | 備註                                            |
| --------------- | ------ | ---- | ----------------------------------------------- |
| 王屋 (R06)      | 黎梓恩 | 當選 | 在2021年10月8日被代表政府的監誓人確定爲宣誓無效 |
| 沙角 (R07)      | 陳兆陽 | 當選 | 在2021年10月8日被代表政府的監誓人確定爲宣誓無效 |
| 博康 (R08)      | 趙柱幫 | 當選 | 在2021年7月8日請辭                              |
| 水泉澳 (R09)    | 盧德明 | 當選 | 在2021年10月8日被代表政府的監誓人確定爲宣誓無效 |
| 乙泉 (R10)      | 丘文俊 | 當選 | 在2021年7月8日請辭                              |
| 秦豐 (R11)      | 陳諾恒 | 當選 | 在2021年9月30日請辭                             |
| 翠田 (R13)      | 許銳宇 | 當選 | 在2021年7月8日請辭                              |
| 顯嘉 (R14)      | 張宇添 | 落敗 | 不適用                                          |
| 下城門 (R15)    | 黃浩鋒 | 當選 | 在2021年10月8日被代表政府的監誓人確定爲宣誓無效 |
| 徑口 (R17)      | 吳錦雄 | 當選 | 在2021年10月8日被代表政府的監誓人確定爲宣誓無效 |
| 田心 (R18)      |        | 當選 | 在2021年7月14日請辭                             |
| 松田 (R21)      | 黃學禮 | 當選 | 在2021年10月8日被代表政府的監誓人確定爲宣誓無效 |
| 烏溪沙 (R29)    | 李永成 | 當選 | 在2021年7月6日請辭                              |
| 錦英 (R32)      | 丁仕元 | 當選 | 在2021年5月31日請辭                             |
| 帝怡 (R38)      | 謝潔泳 | 落敗 | 不適用                                          |